# Mesenchymale-epitheliale overgang

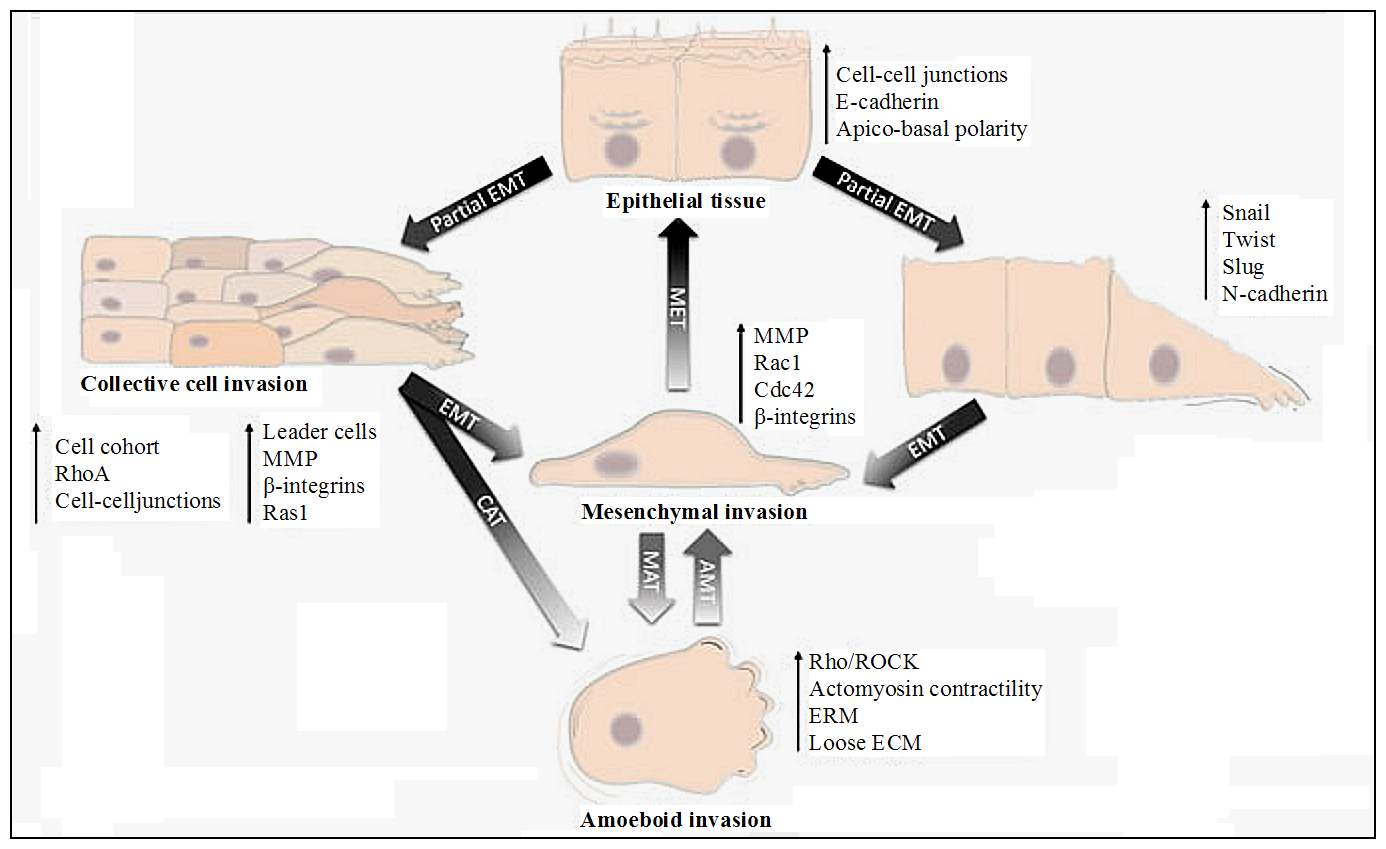
Ontwikkeling van diverse invasievormen vanuit gedifferentieerd epitheel. De overgang van het gedifferentieerde niet-beweeglijke epitheel naar een beweeglijke en invasieve toestand is een geleidelijk proces waarbij kankercellen verschillende invasievormen verwerven. AMT: amoeboïde-mesenchymale transitie, CAT: collectieve-amoeboïde transitie, MAT: mesenchymale-amoeboïde transitie, MET: mesenchymale-epitheliale overgang

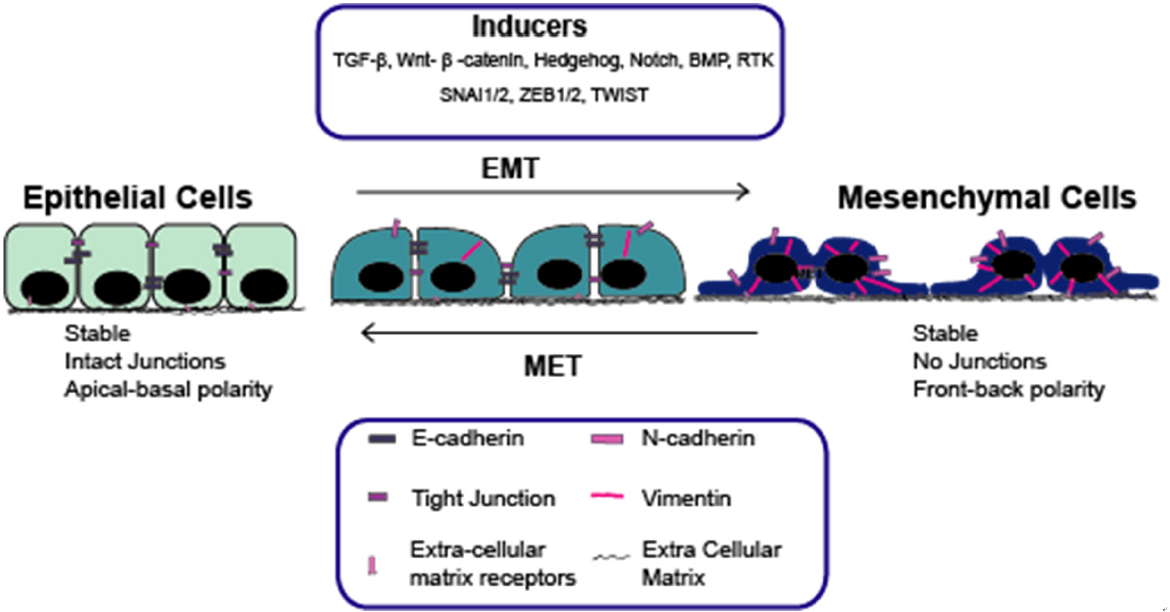
Mesenchymale-epitheliale overgang (MET) met inductoren

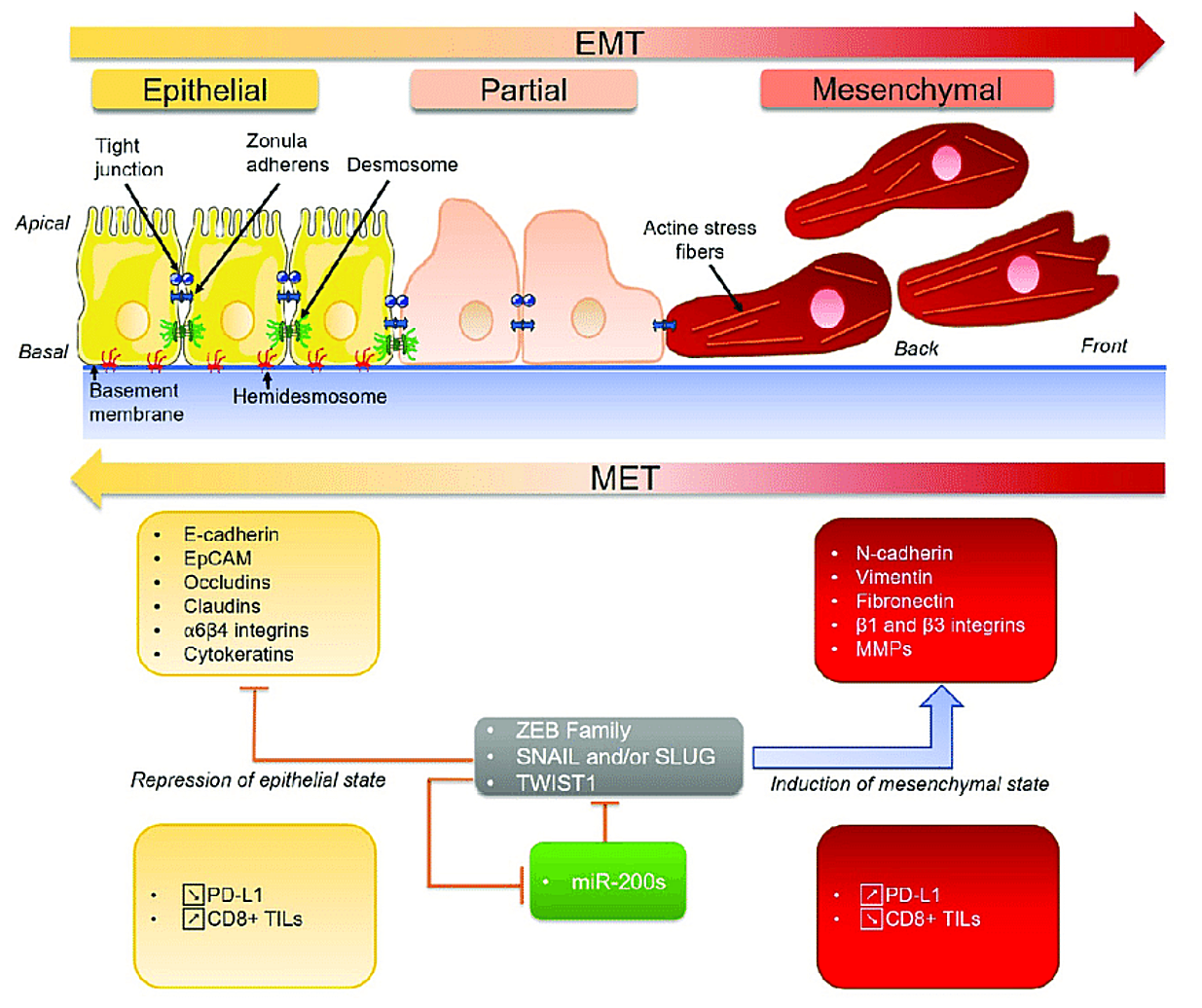
De regulatie van de epitheliale-mesenchymale overgang (EMT) door miR-200's en specifieke transcriptionele factoren. EMT = epitheel-mesenchymale overgang, MET = mesenchymale-epitheliale overgang en MMPs = matrix metalloproteasen

De mesenchymale-epitheliale overgang (MET) is een omkeerbaar biologisch proces dat de overgang omvat van beweeglijke, multipolaire of spoelvormige mesenchymale cellen naar vlakke reeksen van gepolariseerde cellen die epitheel worden genoemd. MET is het omgekeerde proces van epitheliale-mesenchymale overgang (EMT) en er is aangetoond dat dit plaatsvindt bij normale ontwikkeling, geïnduceerde pluripotente herprogrammering van stamcellen, kankermetastase en wondgenezing.

## Epitheel- en mesenchymcellen
Epitheelcellen kunnen niet migreren en worden gekenmerkt door een
- apico-basale polariteit met binding door een basaal membraan,
- zonula occludens,
- gap junctions,
- zonula adhaerens en
- expressie van celadhesiemerkers zoals E-cadherine

Mesenchymale cellen kunnen wel migreren en
- hebben geen volwassen celadhesie,
- kunnen binnendringen via de extracellulaire matrix en
- genetische merkers tot expressie brengen zoals vimentine, fibronectine, N-cadherine, Twist en Snail

De mesenchymale-epitheliale overgang (MET) speelt ook een cruciale rol bij veranderingen van de stofwisseling en epigenetische modificaties. Over het algemeen worden epitheel-geassocieerde genen upstream en worden mesenchym-geassocieerde genen downstream tijdens het MET-proces tot expressie gebracht.

## Tijdens de embryogenese
Tijdens de embryogenese en de vroege ontwikkeling schakelen cellen heen en weer tussen verschillende cellulaire fenotypes via MET en EMT. De ontwikkeling van MET's zijn het meest uitgebreid bestudeerd bij de embryogenese tijdens de somietvorming, nier-ontwikkeling en carcinogenese tijdens de metastase, maar het komt ook voor bij het ontstaan van kanker of de ontwikkeling van de voordarm.MET is een essentieel proces bij de embryogenese om met mesenchymaalachtige cellen samenhangende structuren te vormen. Hoewel het mechanisme van MET tijdens de morfogenese van verschillende organen vrij gelijkaardig is, heeft elk proces een unieke signaalroute om veranderingen in genexpressieprofielen te induceren.
MET in leverstamcellen is belangrijk voor meerdere processen, waaronder leverontwikkeling, regeneratie en chronische leverbeschadiging.

### Nier-ontwikkeling
Een voorbeeld hiervan, het best beschreven ontwikkelings-MET, is de nier-ontwikkelingsfysiologie. De zoogdiernier wordt voornamelijk gevormd door twee vroege structuren: de urineleiderknop en het nefrogene mesenchym, die respectievelijk de verzamelbuis en de nefronen vormen. Tijdens de ontogenese van de nieren vindt een wederzijdse inductie plaats van het epitheel van de ureterknop en het nefrogene mesenchym. Terwijl de ureterknop uit de gang van Wolff groeit, zorgt het nefrogene mesenchym ervoor dat de ureterknop vertakt. Tegelijkertijd zorgt de ureterknop ervoor dat het nefrogene mesenchym rond de knop condenseert en via MET het nierepitheel wordt gevormd, dat uiteindelijk het nefron vormt. Groeifactoren, integrinen, celadhesiemoleculen en proto-oncogenen, zoals c-ret, c-ros en c-met, bemiddelen in de wederzijdse inductie in metanefronen en de daaruit voortvloeiende MET.

### Somitogenese
Een ander voorbeeld van ontwikkelings-MET vindt plaats tijdens de somitogenese. Somieten van gewervelden zijn de voorlopers van axiale botten en rompskeletspieren en worden gevormd door de rijping van het presomitische mesoderm (PSM). Het PSM, dat is samengesteld uit mesenchymale cellen, ondergaat segmentatie door somietgrenzen af te bakenen. Elke somiet is ingekapseld door een epitheel, voorheen mesenchymale cellen die MET hadden ondergaan. Twee GTPases uit de Rho-familie – Cdc42 en Rac1 – evenals de transcriptiefactor Paraxis zijn vereist voor somitische MET bij kippen.

### Cardiogenese
De ontwikkeling van het hart is betrokken bij verschillende rondes van EMT en MET. Tijdens de ontwikkeling van het splachnopeure mesenchym vindt EMT plaats en worden endotheliale voorlopercellen gevormd, die vervolgens via MET het endocard vormen. Het pericard wordt gevormd door mesenchymale cellen van de sinus venosus die MET ondergaan. Vrij gelijkaardige processen vinden ook plaats tijdens de regeneratie van hartletsel. Het beschadigde pericard ondergaat EMT en wordt omgezet in vetweefsel of myofibroblasten die hartritmestoornissen en littekens veroorzaken. MET leidt dan tot de vorming van vasculaire en epitheliale voorlopercellen die kunnen differentiëren tot vasculogene cellen, wat leidt tot regeneratie van hartletsel.

## Bij kanker

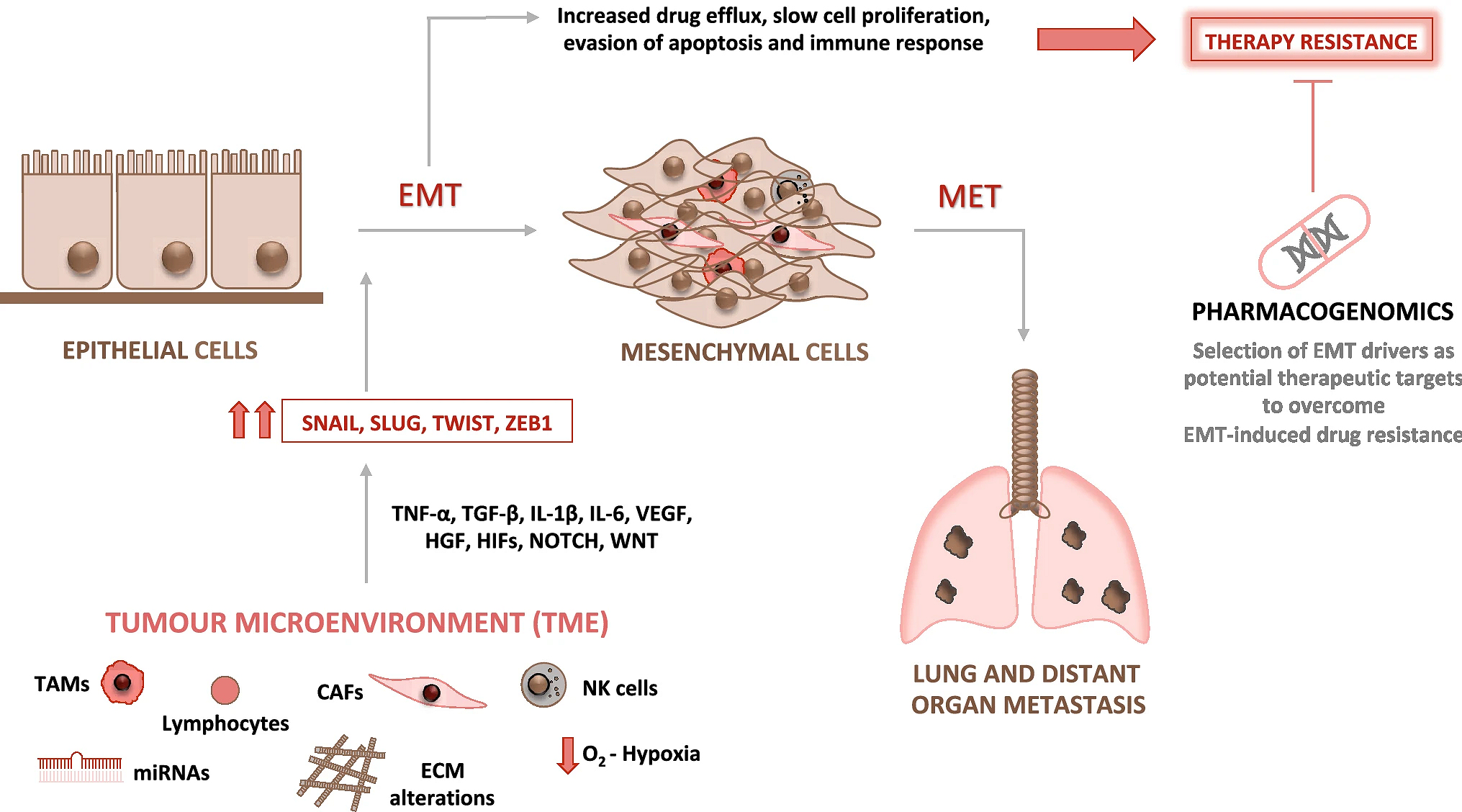
Micro-omgevingsfactoren van de EMT als potentieel therapeutisch doelwit om therapieresistentie te overwinnen. Verschillende micro-omgevingsfactoren zoals tumorgeassocieerde macrofagen (TAMs), kankergeassocieerde fibroblasten (CAFs), veranderingen in de extracellulaire matrix (ECM), hypoxische omstandigheden, ontstekings- en immuuncellen zijn EMT-aanjagers. Deze cellen activeren verschillende signaalroutes zoals TNF-α, TGF-β, IL-1β, IL-6, VEGF, HGF, HIFs, Notch en Wnt, waardoor EMT-transcriptiefactoren worden geïnduceerd

Het initiëren van metastasen vereist binnendringing, die mogelijk wordt gemaakt door EMT. Carcinoomcellen in een primaire tumor verliezen cel-celadhesie gemedieerd door E-cadherine-repressie en breken door het basaal membraan met verhoogde binnendringingseigenschappen, en dringen de bloedbaan binnen. Later, wanneer deze circulerende tumorcellen (CTC's) de bloedbaan verlaten om micro-metastasen te vormen, ondergaan ze MET voor klonale uitgroei op deze metastatische plaatsen. EMT en MET vormen dus de initiatie en voltooiing van de binnendringing-metastasecascade.
Hoewel er relatief weinig bekend is over de rol die MET speelt bij kanker in vergelijking met de uitgebreide onderzoeken naar EMT bij tumormetastasen, wordt aangenomen dat MET deelneemt aan de totstandkoming en stabilisatie van metastasen (uitzaaiingen) door kankercellen de epitheliale eigenschappen te laten terugkrijgen en te integreren in ver afgelegen organen. Tussen deze twee toestanden bevinden cellen zich in een ‘tussentoestand’, of zogenaamde gedeeltelijke EMT.[8] Niet alle cellen ondergaan een volledige EMT, dat wil zeggen dat ze hun cel-celadhesie verliezen en solitaire migratie-eigenschappen verkrijgen. In plaats daarvan ondergaan de meeste cellen een onvolledige EMT, een toestand waarin ze enkele epitheel eigenschappen behouden, zoals cel-celadhesie of apico-basale polariteit, en migratie eigenschappen krijgen. Daarom hebben cellen in dit hybride epitheliale/mesenchymale (E/M) fenotype bijzondere eigenschappen zoals collectieve celmigratie.
De afgelopen jaren zijn onderzoekers begonnen met het onderzoeken van MET als een van de vele potentiële therapeutische doelen bij de preventie van metastasen. Deze benadering om metastasen te voorkomen staat bekend als op differentiatie gebaseerde therapie of differentiatietherapie en kan worden gebruikt voor de ontwikkeling van nieuwe therapeutische strategieën tegen kanker. De differentiatietherapie is een methode voor de behandeling van gevorderde kankers waarbij kwaadaardige cellen worden aangemoedigd om te differentiëren tot meer volwassen vormen met behulp van farmacologische middelen.

## Bij herprogrammering van geïnduceerde pluripotente stamcellen
Er moeten een aantal verschillende cellulaire processen plaatsvinden voordat somatische cellen tot geïnduceerde pluripotente stamcellen (iPS-cellen) geherprogrammeerd kunnen worden. Herprogrammering van iPS-cellen, ook bekend als herprogrammering van somatische cellen, kan worden bereikt door ectopische expressie van Oct4, Klf4, Sox2 en c-Myc (OKSM). Bij inductie moeten muizenfibroblasten MET ondergaan om met succes aan de initiatiefase van herprogrammering te beginnen. Epitheel-geassocieerde genen zoals E-cadherine/Cdh1, Cldns−3, −4, −7, −11, Occludin (Ocln), epitheelceladhesiemolecuul (Epcam) en Crumbs-homoloog 3 (Crb3), werden allemaal eerder upstream gereguleerd, voordat Nanog, een belangrijke transcriptiefactor bij het handhaven van pluripotentie, werd ingeschakeld. Bovendien werden mesenchymaal-geassocieerde genen zoals Snail, Slug, Zeb−1, −2 en N-cadherine binnen de eerste 5 dagen na OKSM-inductie downstream gereguleerd. Toevoeging van exogeen TGF-β1, dat MET blokkeert, verminderde de herprogrammeringsefficiëntie van iPS aanzienlijk. Deze bevindingen komen allemaal overeen met eerdere waarnemingen dat embryonale stamcellen op epitheelcellen lijken en E-cadherine tot expressie brengen.
Recente studies hebben gesuggereerd dat ectopische expressie van Klf4 bij herprogrammering van iPS-cellen specifiek verantwoordelijk kan zijn voor het induceren van E-cadherine-expressie door binding aan promotorregio's en het eerste intron van CDH1 (het gen dat codeert voor E-cadherine).